# Condofuri
Condofuri község (comune) Calabria régiójában, Reggio Calabria megyében.

## Fekvése
A megye déli részén fekszik, a Jón-tenger partján. Határai: Bova, Bova Marina, Roccaforte del Greco, Roghudi és San Lorenzo.

## Története
A települést a kora középkorban a bizánciak alapították, az egykori lokroi kolónia, Peripolion helyén. A 19. században nyerte el önállóságát, amikor a Nápolyi Királyságban felszámolták a feudalizmust.

## Népessége
A népesség számának alakulása

## Főbb látnivalói
- Santa Caterina-templom
- San Domenico-templom
- Ringraziamento alla Madonna-templom
- San Sebastiano-templom
- Madonna dell’Annunziata-templom
- San Giovanni Battista-templom